# Benedictus III
Benedictus III, född i Rom, död 17 april 858 i Rom, var påve från den 29 september 855 till sin död, 17 april 858.

## Biografi
Benedictus var romare, och son till en man vid namn Peter. När han stod som påvekandidat var han högt ansedd för sin omfattande lärdom och sin asketism. Vid Leo IV:s död 17 juli 855 blev Benedictus den utsedde efterträdaren, och envoyéer sändes för godkännande till kejsarna Lothar II av Lothringen och Ludvig II. Men legaterna missbrukade sitt förtroende och tillät sig tala i förmån för den exkommunicerade kardinal Anastasius. Kejsarkommissionen (missi) övervanns till dem som försökte tvinga fram att Anastasius blev påve. Benedictus förnedrades och fängslades. Större delen av prästerskapet och folket förblev dock lojala mot honom, och missi tvingades ge efter för deras tryck. Följaktligen konsekrerades Benedictus den 29 september - eller möjligen den 6 oktober - 855, och hans konkurrent fördömdes av en synod till att förlora rätten att vara präst.
Frankerriket var oroligt till följd av yttre attacker, och kyrkan där förtrycktes. Benedictus skrev till de franska biskoparna, och lade en stor del av skulden i deras land på deras tystnad; för att mildra de inre svårigheterna i landet var de tvungna att tygla den mäktige subdiakonen Hubert, som var svåger till Lothar II, som trotsade varje lag av Gud och människor tills han dräptes 864.
Efter en appellation till Benedictus från den östliga kyrkan, upprättade han balansen mellan patriark Ignatios av Konstantinopel och biskop Gregorius av Syrakusa. Han mottog visit av anglosaxarnas kung Ethelwulf och dennes berömde son Alfred, och slutförde restaurationen av Schola Anglorum, som förstörts i en brand 847. Han fortsatte arbetet med att återställa kyrkorna efter att de hade förstörts av saracenerna 846.
Benedictus begravdes I Peterskyrkan. Av ett av hans mynt finns bevis för att det inte fanns någon påve Johannes mellan Leo IV och honom själv, vilket ibland har anförts.